# Christian (Liegnitz-Brieg)

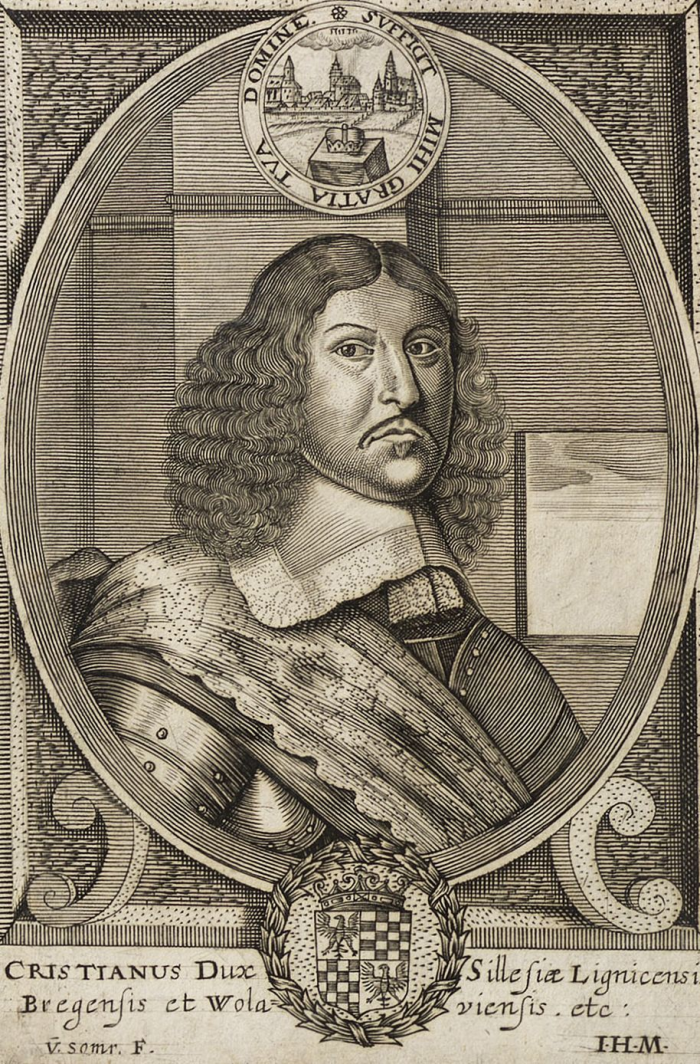
Christian von Liegnitz-Brieg

Christian von Liegnitz-Brieg (tschechisch Kristián Břežsko-Lehnický, polnisch Chrystian legnicki; * 19. April 1618 in Ohlau, Herzogtum Ohlau; † 28. Februar 1672 ebenda) war von 1639 bis 1653 gemeinsam mit seinen Brüdern Georg III. und Ludwig IV. Herzog von Brieg, ab 1653 alleiniger Herzog von Wohlau und Ohlau und nach dem Tod seiner Brüder ab 1664 alleiniger Herrscher von Liegnitz, Brieg, Wohlau und Ohlau. Er entstammte dem Liegnitzer Zweig der Schlesischen Piasten.

## Herkunft und Familie
Seine Eltern waren Herzog Johann Christian und dessen erste Frau Dorothea Sybille, Tochter des brandenburgischen Herzogs Johann Georg von Brandenburg.
Am 24. November 1648 vermählte sich Christian in Dessau mit Luise von Anhalt-Dessau, einer Tochter des Fürsten Johann Kasimir. Der Ehe entstammten die Kinder
1. Charlotte (1652–1707), heiratete am 4. Juli 1672 Herzog Friedrich von Schleswig-Holstein-Sonderburg-Wiesenburg
2. Luise (* 28. Juli 1657 in Ohlau; † 6. Februar 1660 in Ohlau)
3. Georg Wilhelm (1660–1675), mit dem das Geschlecht der Schlesischen Piasten im Mannesstamm erlosch.
4. Christian Ludwig (* 15. Januar 1664; † 27. Februar 1664)

## Leben
Ab 1635 lebte Christian zusammen mit seinen Eltern und dem väterlichen Hof im Exil in Thorn, dem ein Jahr später das Exil im preußischen Osterode folgte. Auf Veranlassung seines Vaters kehrte er 1638 zu seinen älteren Brüdern Georg III., Ludwig IV. nach Brieg zurück. Zu seiner Ankunft hatte Wenzel Scherffer von Scherffenstein, der spätere Hofpoet am Brieger Hof, ein Gedicht verfasst, das er Christian an Neujahr 1639 überreichte.
Nach dem Tod des Vaters Johann Christian 1639 erbten dessen drei Söhne aus der ersten Ehe Georg III., Ludwig IV. und Christian das Herzogtum Brieg sowie Ohlau, das testamentarisch jedoch ihrer Mutter als Wittum zugewiesen wurde. Sie regierten ihren Besitz zunächst gemeinsam. Eine Teilung lehnten sie vorerst ab, da ihr relativ kleines Erbe zusätzlich mit einer Abfindung für die von der Nachfolge ausgeschlossenen Geschwister aus der zweiten Ehe des Vaters belastet war. Erst nachdem ihnen 1653 nach dem Tod ihres kinderlos verstorbenen Onkels Georg Rudolf die Herzogtümer Liegnitz und Wohlau zufielen, teilten sie den Besitz in die Herzogtümer Liegnitz, Brieg sowie Wohlau und Ohlau, wobei die beiden letzteren Christian erhielt. Zu seiner Residenz bestimmte er Ohlau, wo er u. a. das Schloss um den sogenannten „Christiansbau“ nach Entwurf des italienischen Baumeisters Carlo Rossi († 1688) erweitern ließ. Das vom Brieger Herzog Georg II. anstelle einer Burg errichtete herzogliche Schloss in Wohlau, das im Dreißigjährigen Krieg zerstört wurde, ließ Christian ab 1653 im Stil der Renaissance umbauen.
1648 wurde Christian unter der Mitgliedsnummer 505 und der Bezeichnung „Der Beliebige“ in die Fruchtbringende Gesellschaft aufgenommen.
Nachdem 1660 alle drei Brüder noch ohne männliche Nachkommen waren, bemühte sich der älteste Georg III. bei seinem Landesherrn, dem böhmischen König Leopold I., um eine Erweiterung des Erbfolgerechts auch auf die Töchter, erhielt hierfür jedoch keine Zusage. Allerdings wurde im September d. J. Christians Sohn Georg Wilhelm geboren, wodurch die weitere Existenz ihres Stamms gesichert schien.
1664 beerbte Herzog Christian den ältesten Bruder Georg III., der seinerseits ein Jahr vorher den zweitgeborenen Ludwig IV. beerbt hatte. Dadurch konnte Christian alle ehemals Liegnitz’schen Territorien wieder in einer Hand vereinen. 1668 bewarb er sich um die Nachfolge des polnischen Königs Johann II. Kasimir, der der schwedischen Dynastie Wasa entstammte. Seine Kandidatur war nicht erfolgreich, da er vom polnischen Adel abgelehnt wurde.
Obwohl in seinem Herrschaftsgebiet aufgrund der Bestimmungen des Westfälischen Friedens die Rekatholisierung nicht durchgeführt werden musste, war Herzog Christian religiösen Bedrückungen ausgesetzt. Auf Betreiben des Offizials und späteren Breslauer Bischofs Sebastian von Rostock musste Christian 1662 den reformierten Superintendenten Heinrich Schmettau entlassen, da nur das Augsburgische Bekenntnis zugelassen war. Zudem wurden verschiedene protestantische Kirchenlieder verboten. 1664 übernahm Christian die Vormundschaft über die Söhne des verstorbenen Oelser Herzogs Silvius I. Um einer kaiserlichen Obervormundschaft vorzubeugen, der vermutlich eine katholische Erziehung der Prinzen folgen würde, schickte er sie zum Studium an das Tübinger Collegium Illustre. 1671 musste er die Ausweisung der Böhmischen Brüder verfügen, die vorher aus Polen nach Kreuzburg geflüchtet waren.
In Christians Diensten stand der aus Löwenberg stammende Lautenist Esaias Reusner, der 1668 in Brieg die „Musikalische Taffel-erlustigung“ herausgab. Langjähriger Hofmarschall Christians und Landeshauptmann war Wilhelm Wenzel Freiherr von Lilgenau (1634–1693), der 1670 aus nicht näher bekannten Gründen entlassen wurde. Als herzoglicher Rat diente u. a. Christoph Ernst von Uechtritz.
Christian starb am 28. Februar 1672. Sein Leichnam wurde in der Liegnitzer Johanneskirche beigesetzt. Erbe und Nachfolger wurde sein Sohn Georg Wilhelm. Herzog Christians Witwe Luise von Anhalt-Dessau erhielt als Witwensitz die Stadt Ohlau. Sie stiftete 1677–1679 zum Gedenken an ihren 1675 verstorbenen Sohn Georg Wilhelm I., mit dem das Geschlecht der Schlesischen Piasten im Mannesstamm erlosch, das Liegnitzer Mausoleum der Schlesischen Piasten. Dort befindet sich u. a. auch eine lebensgroße, von Matthias Rauchmiller geschaffene, Alabasterfigur des Herzogs Christian mit der mit Aufschrift: „Nescia gnati? / Hast du des Sohnes vergessen?“.

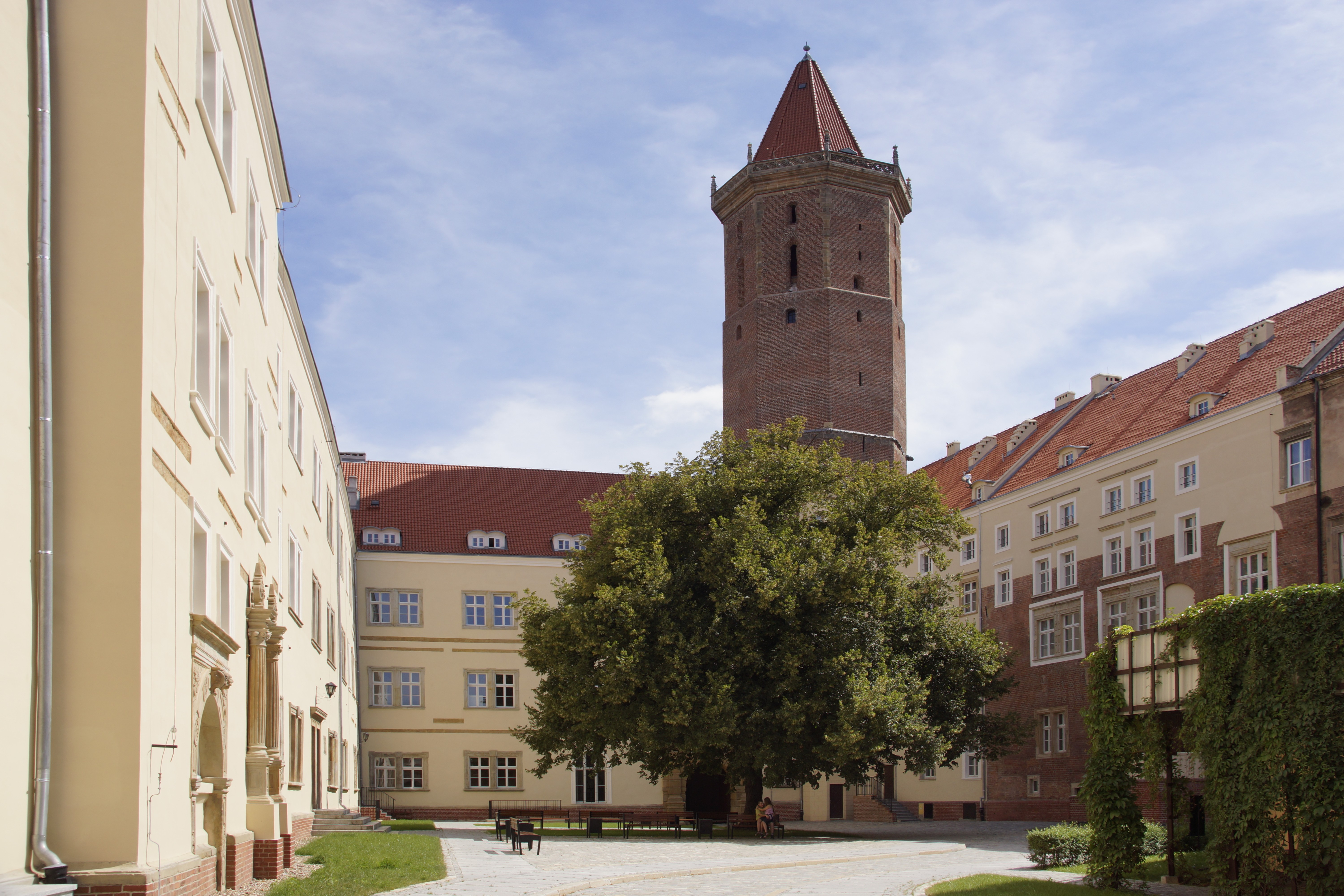
Schloss Liegnitz
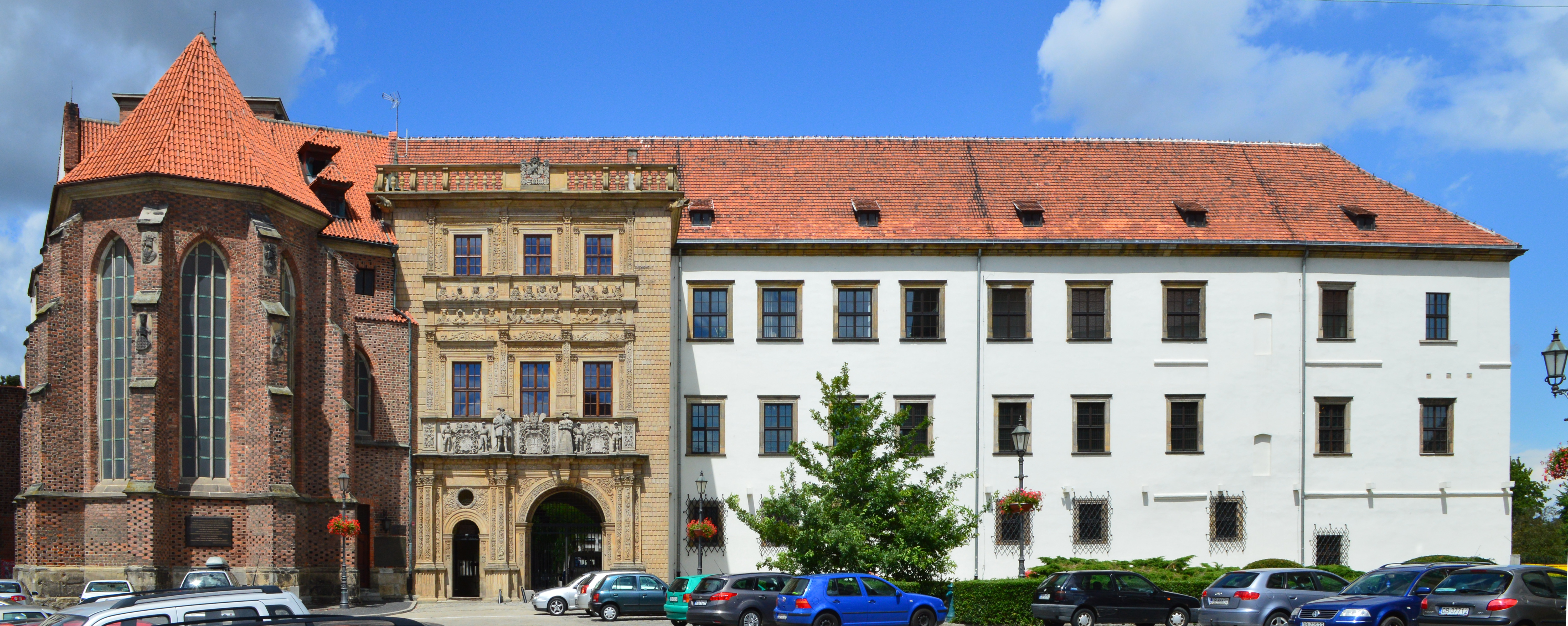
Schloss Brieg
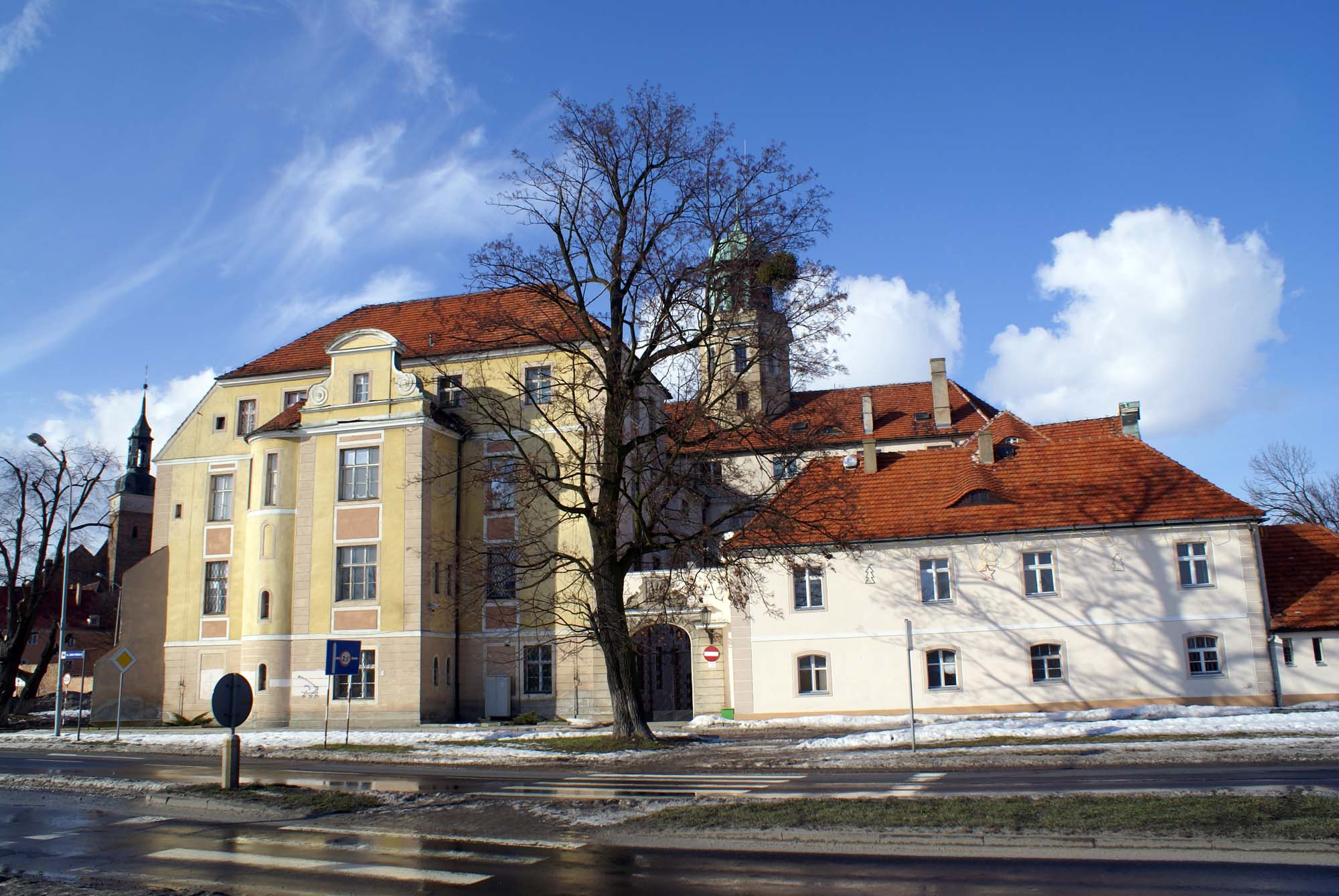
Schloss Wohlau
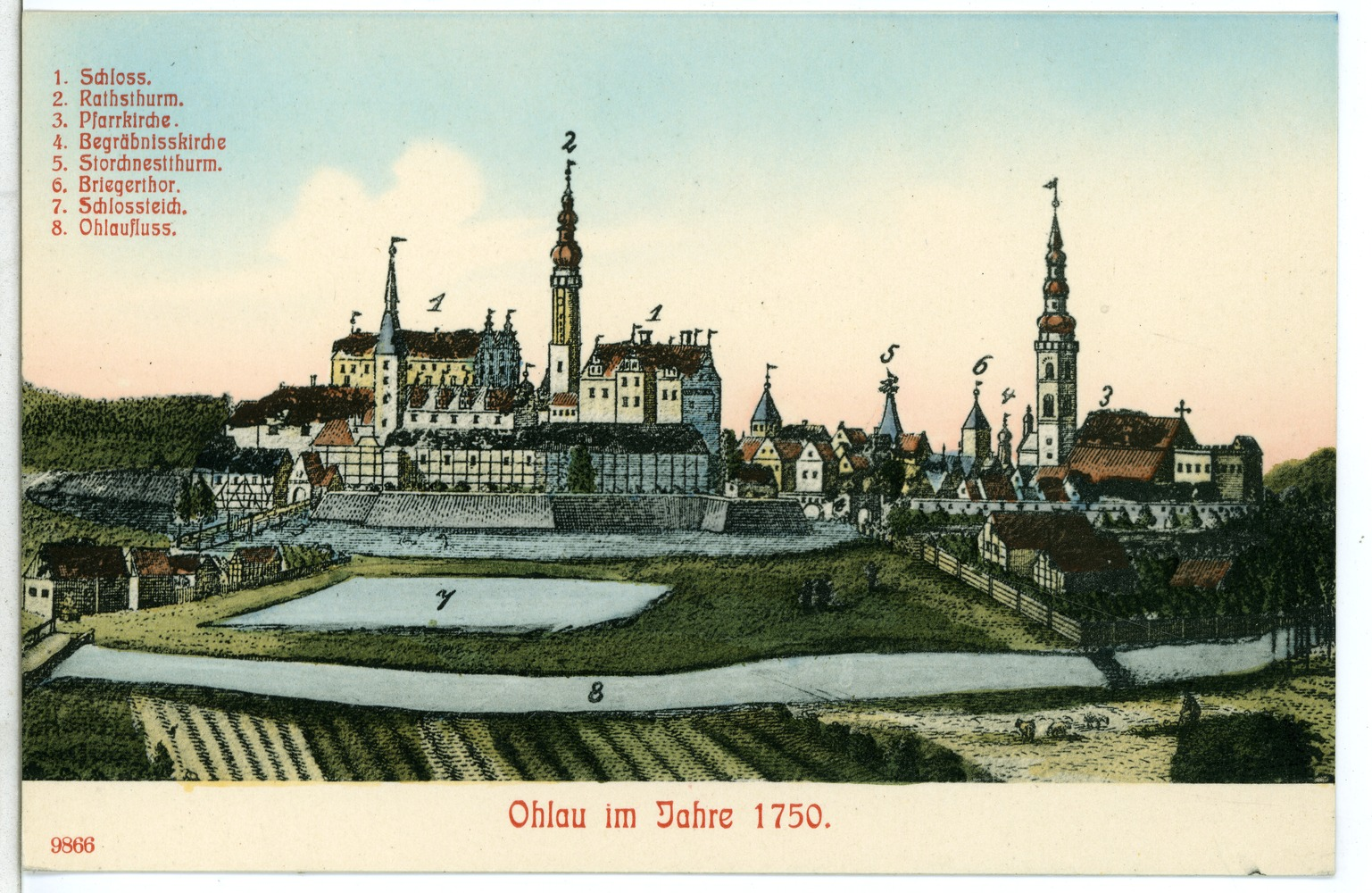
Ohlau um 1750